# Cosa facciamo?
(dal brano Qualcuno mi ha venduto.)
Cosa facciamo? è il primo album ufficiale della Punk band di Varese delle Porno Riviste, pubblicato nel 1997.

## Tracce
1. Qualcuno mi ha venduto
2. Gli ultimi secondi
3. Cazzi miei
4. Cappuccetto armato
5. Cosa facciamo?
6. Anima
7. Dove vai?
8. Richieste di lavoro
9. Sogno
10. Come piace a me
11. Io sono veloce
12. Io sono il tuo tipo
13. Non ti vedevo

## Formazione
- Tommi – chitarra, voce
- Dani – chitarra, voce
- Marco – basso, voce
- Rambo – batteria